# Johann Michael von Loën

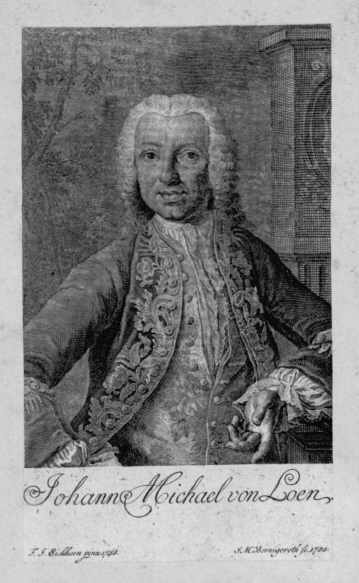
Johann Michael von Loen

Johann Michael von Loën (* 11. Dezember 1694 in Frankfurt am Main; † 24. Juli 1776 in Lingen/Ems) war ein deutscher Schriftsteller, Gelehrter und Staatsmann der frühen Aufklärung.

## Leben
Loën wurde als Sohn des aus einer angesehenen niederländischen Kaufmannsfamilie stammenden Michael Loën und seiner Gattin Marie, geborene Passavant, in Frankfurt geboren. Er besuchte zunächst die öffentliche Schule in Frankfurt und kam 1707 auf das Internat Birstein bei Gelnhausen. 1711 begann er in Marburg ein Studium der Rechtswissenschaften sowie der Schönen Wissenschaften und Künste. 1712 wechselte er an die Universität Halle, wo er u. a. bei Christian Thomasius studierte. Nach kurzem Aufenthalt in Frankfurt ging er 1715 nach Wetzlar, um – in seinen Worten – „den Kammerschlender“ kennenzulernen, d. h. sich mit dem dortigen Reichskammergericht vertraut zu machen.
1716 begab sich Loën auf ausgiebige Reisen durch Deutschland und die Niederlande. Durch eine beträchtliche Erbschaft 1718 finanziell abgesichert, weitete er seine Reisen auf die Schweiz, Frankreich und Oberitalien aus. Sein Weg führte ihn unter anderem nach Augsburg, Regensburg, Nürnberg, Jena, Berlin (1717–1718), Dresden (1718), Wien, Straßburg, Paris, Prag und Breslau. 1724 kehrte er in seine Heimatstadt Frankfurt zurück. Hier lebte er, dank des von seinem Großvater mütterlicherseits geerbten Vermögens, unabhängig als Privatgelehrter und freier Schriftsteller. Der Aufklärer veröffentlichte in den nächsten Jahrzehnten zahlreiche streitbare religiöse, staatspolitische und adelskritische Schriften, u. a. den Staatsroman Der Redliche Mann am Hofe. Er sammelte Bücher und Kunstwerke und wurde zum Mittelpunkt eines geselligen und gebildeten Freundeskreises. 1734 begann er das Bestandsverzeichnis seiner ansehnlichen Bibliothek (Bibliotheca Loeniana selecta realis systematica), das er jedoch nie zu Ende führte.
1729 heiratete Loën in Frankfurt Katharina Sibylla Lindheimer, die Schwester von Goethes Großmutter Textor (und war somit Großonkel des 1749 geborenen Goethe). Nach dem Tod seines Bruders 1729 wurde Loën alleiniger Besitzer des Merianschen Landhauses am Mainufer unterhalb der Stadt Frankfurt, in dem später die Trauung von Goethes Eltern stattfinden sollte. 1733 kaufte er das Gut Mörfelden.
1752 berief der preußische König Friedrich II. Loën als Regierungspräsidenten der Grafschaft Lingen und der Grafschaft Tecklenburg nach Lingen an der Ems. Obwohl er frühere Angebote der preußischen Regierung ausgeschlagen hatte, nahm Loen die Stelle an, womöglich aufgrund mangelnden Erfolgs als Schriftsteller. Goethe nennt im 2. Buch des ersten Teils von Dichtung und Wahrheit den religiösen Streit um Loëns Werk Die einzige  und wahre Religion als Motiv für seinen Weggang aus Frankfurt.
Im Siebenjährigen Krieg geriet Loën 1757 in französische Gefangenschaft und wurde nach Wesel verschleppt, wo er vier Jahre lang in einem „allerelendsten und unanständigsten Zimmer“ als Geisel gehalten wurde. 1761 wurde er freigelassen, doch musste er bis zum Friedensschluss einen seiner Söhne an seine Stelle treten lassen. 1765 erbat er beim König seinen Abschied. In seinen letzten Lebensjahren war er beinahe vollständig erblindet; der Augenarzt Johann Heinrich Jung-Stilling operierte ihn ohne Erfolg. 1776 starb Loën in Lingen.

## Wirkung
Loën beschäftigte sich in seinen Veröffentlichungen mit einer großen thematischen Bandbreite. Dabei verwendete er seine Überlegungen, oft sogar exakt gleiche Textpassagen mehrfach in verschiedenen Werken. Seine langfristige Wirkung blieb allerdings gering, wohl vor allem, weil er sich in religiösen Fragen strikt gegen Dogmatismus, Hierarchie und Zeremoniell wandte. Noch am meisten Beachtung fand sein Entwurf eines europäischen Staatenbunds, der den Frieden auf dem Kontinent sichern sollte. Zentrales Gremium des Staatenbunds sollte ein Rat aus bis zu 50 Juristen als Friedens-Richter sein. Diese sollten zwischenstaatliche Streitpunkte per Mehrheitsbeschluss entscheiden, den grenzüberschreitenden Handel regulieren und die Vollmacht zur vorherigen Genehmigung von geplanten Grenzveränderungen und der Heiratspolitik der europäischen Höfe erhalten.

## Familie
Mit seiner Frau Katharina Sibylla Lindheimer (1702–1776), die er 1729 geheiratete, hatte er 7 Kinder, darunter:
- Johann Wolfgang (* 18. Oktober 1732; † 14. November 1783), Hofkammerrat des Grafen von Solms-Laubach ⚭ Louise Henriette Albertine von Clotz-Ostheim (* 18. Oktober 1757; † 17. November 1776)[1][2]
- Rudolf Emanuel (* 12. März 1734; † 1813) ⚭ 30. Juni 1778 Jeanne Elisabeth Franziska Fleischbein (* 21. August 1756; † 5. Januar 1780)[3][4]
- Johann Michael  († 10. August 1731)
- Johann Justus (* 3. Februar 1737; † 17. Mai 1803), anhalt-dessauischer Hofmarschall ⚭ Henriette Katharina Agnes von Anhalt-Dessau[5] (1744–1799)
- Cornelius (* 1739; † 1739)

## Werke
- Evangelischer Friedenstempel
- Das Geheimnuss der Verwesung und Verbrennung aller Dinge, 1729 (Digitalisat)
- Der vernünftige Gottesdienst nach der leichten Lehrart des Heilandes, 1738
- Der Redliche Mann am Hofe; Oder die Begebenheiten des Grafen von Rivera, Roman, 1740.
- Kritische Edition der Erstausgabe: Der Redliche Mann am Hofe. Hrsg. von Christopher Meid/Philipp Redl. Hiersemann, Stuttgart 2019 (Bibliothek des literarischen Vereins in Stuttgart 353) ISBN 978-3-7772-1917-2
- Das Bild eines weisen Mannes und eines Christen am Hofe in dem Leben des Erzbischofs Fenelon, 1743
- Der Kaufmanns-Adel, 1. Aufl. 1742 (Digitalisat)
- Des Herrn von Loen Freie Gedancken zur Verbesserung der Menschlichen Gesellschafft , 1746–1752 (Digitalisat)
- Entwurf einer Staats-Kunst, worinn die natürlichste Mittel entdecket werden, ein Land mächtig, reich, und glücklich zu machen, 1747 (Digitalisat der 3. Auflage 1751)
- Die einzige wahre Religion, allgemein in ihren Grundsätzen, verwirret durch die Zänkereyen der Schriftgelehrten, zertheilet in allerhand Seiten, vereiniget in Christo, 1750–1752, veränd. Aufl. 1756
- Gesammelte kleine Schriften, 4 Teile, 1749–1752 (Digitalisat: Band 1, Band 2, Band 3, Band 4)
- Moralische Gedichte, 1751
- Der Adel, 1752 (Digitalisat Google, Digitalisat München)
- Des Herrn Geheimden Rath von Loen Freye Gedanken von dem Hof, der Policey, gelehrten, bürgerlichen und Bauren-Stand, von der Religion und einem beständigen Frieden in Europa : samt einem Anhang dreyer Abhandlungen von den Besoldungen der Minister, der Kriegszucht und der Ausbreitung falscher Siege und Vortheile im Krieg. 2., verm. Aufl. Gaum, Ulm, Frankfurt & Leipzig 1761 (Digitalisat)